# گورستان راهومه
گورستان راهومه (استونیایی: Rahumäe kalmistu) یک گورستان در شهر تالین، استونی است.
این گورستان که در منطقه راهومه قرار دارد در سال ۱۹۰۳ میلادی تأسیس شده است.

## افراد مدفون شده مشهور
- گونار گراپس (۱۹۵۱–۲۰۰۴), خواننده
- الکساندر کلومبرگ (۱۸۹۹–۱۹۵۸), ورزشکار دو و میدانی
- یان کروس (۱۹۲۰–۲۰۰۷), نویسنده
- پل راود (۱۸۶۵–۱۹۳۰), نقاش
- کریستیان راود (۱۸۶۵–۱۹۴۳)، مجسمه‌ساز

## نگارخانه

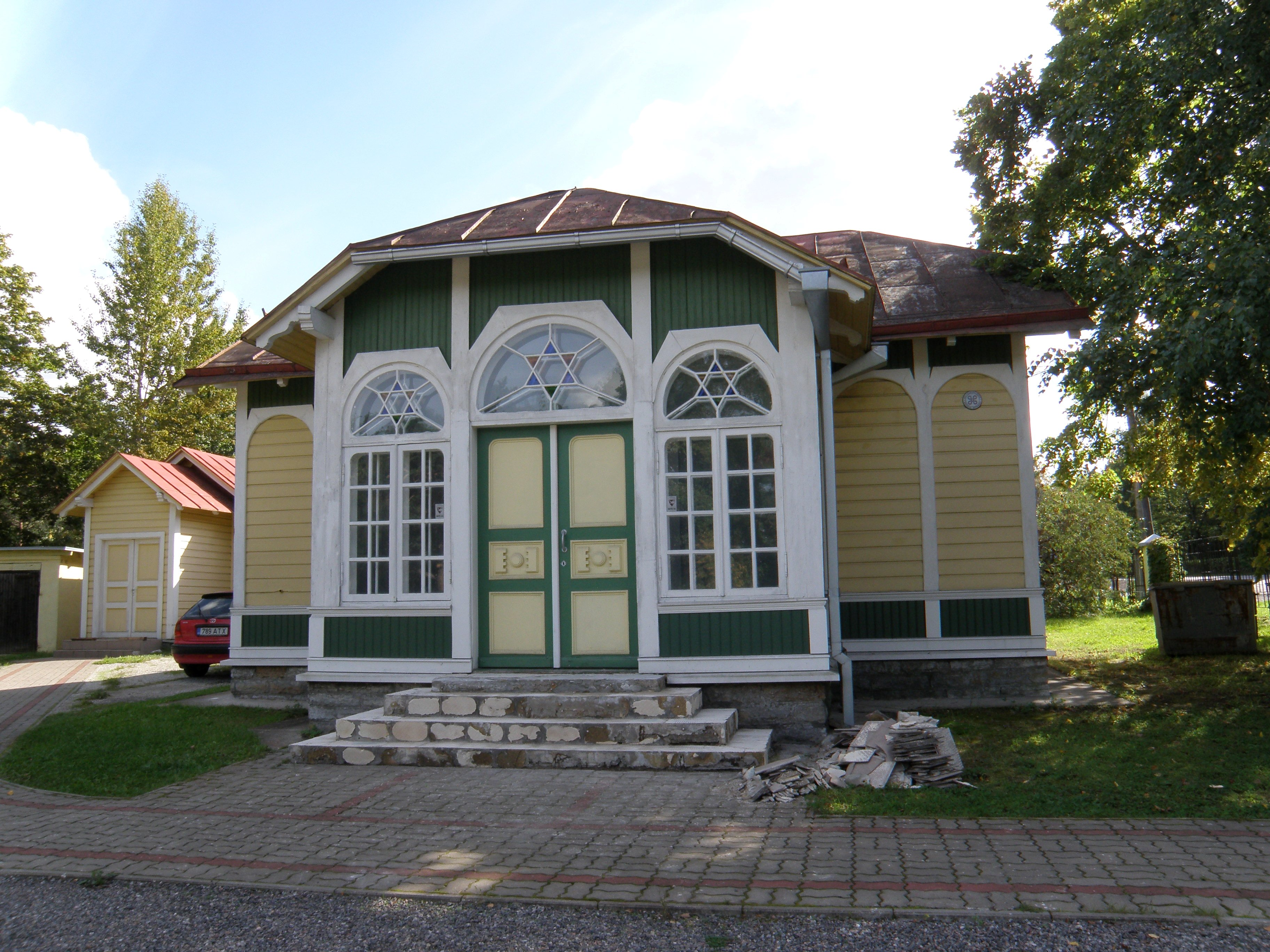
عبادت‌گاه کوچک گورستان یهودیان
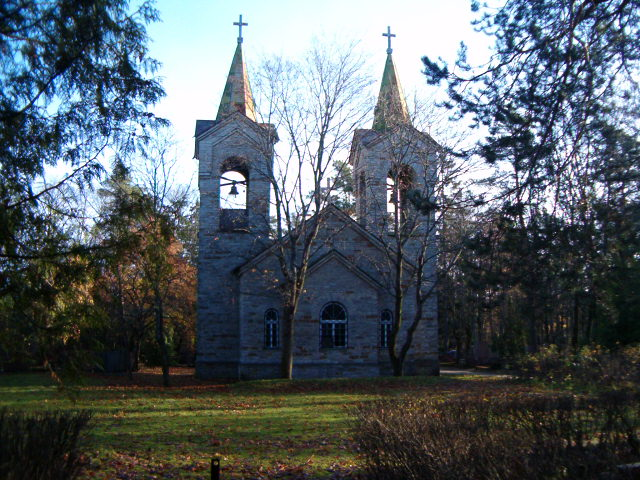
کلیسای سنت چارلز
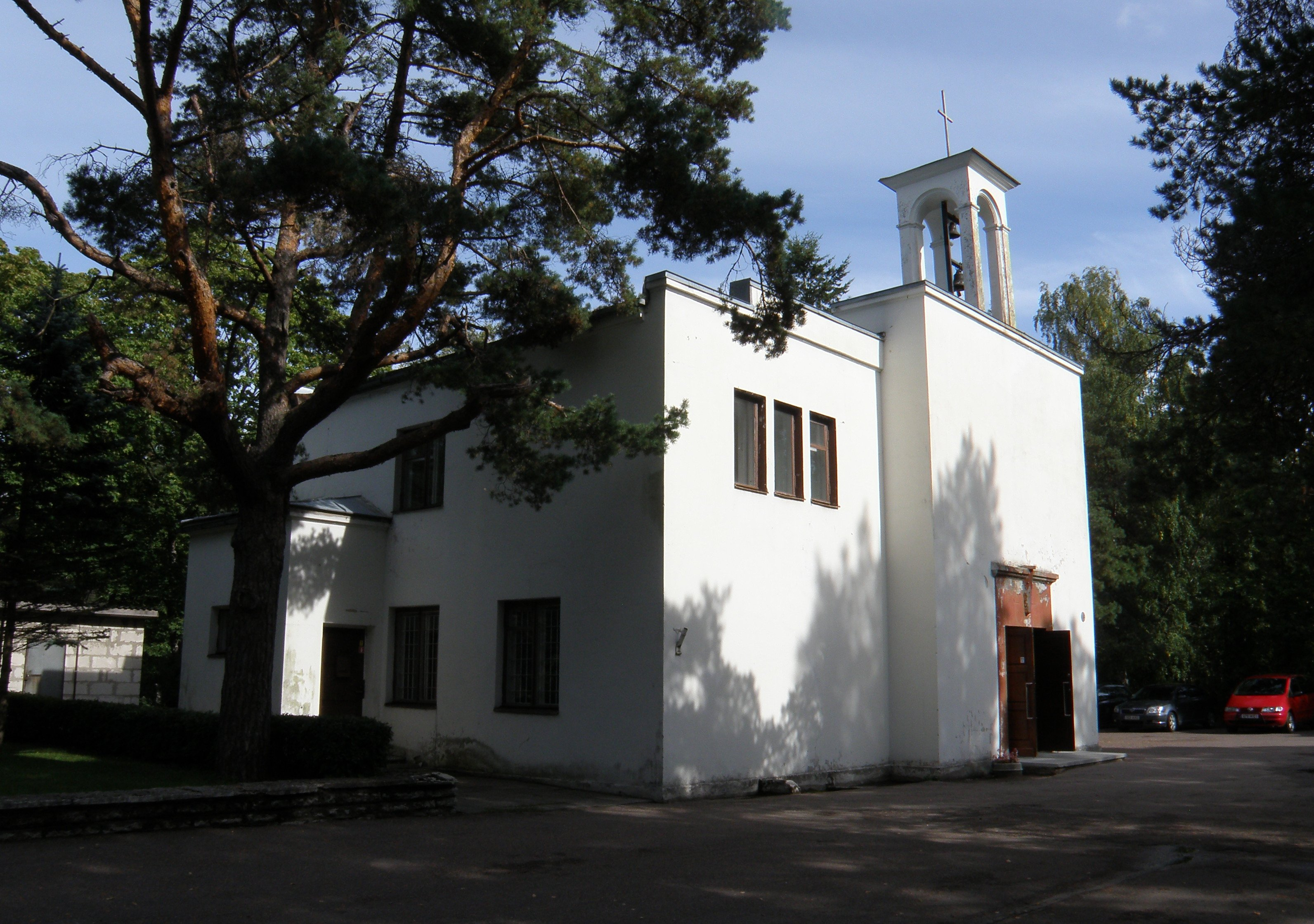
کلیسای روح‌القدس
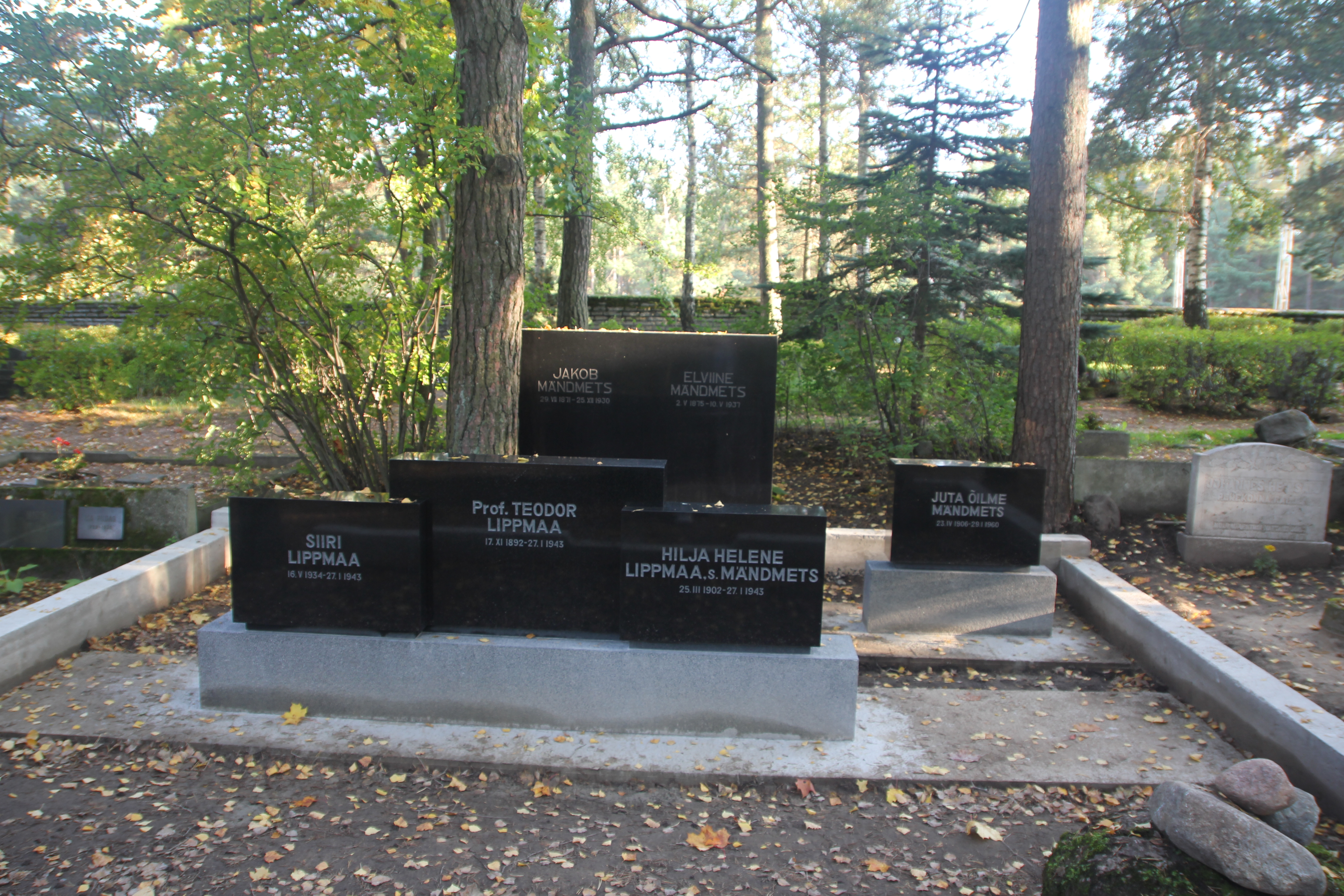
Grave of Teodor Lippmaa, Jakob Mändmets and their family members.
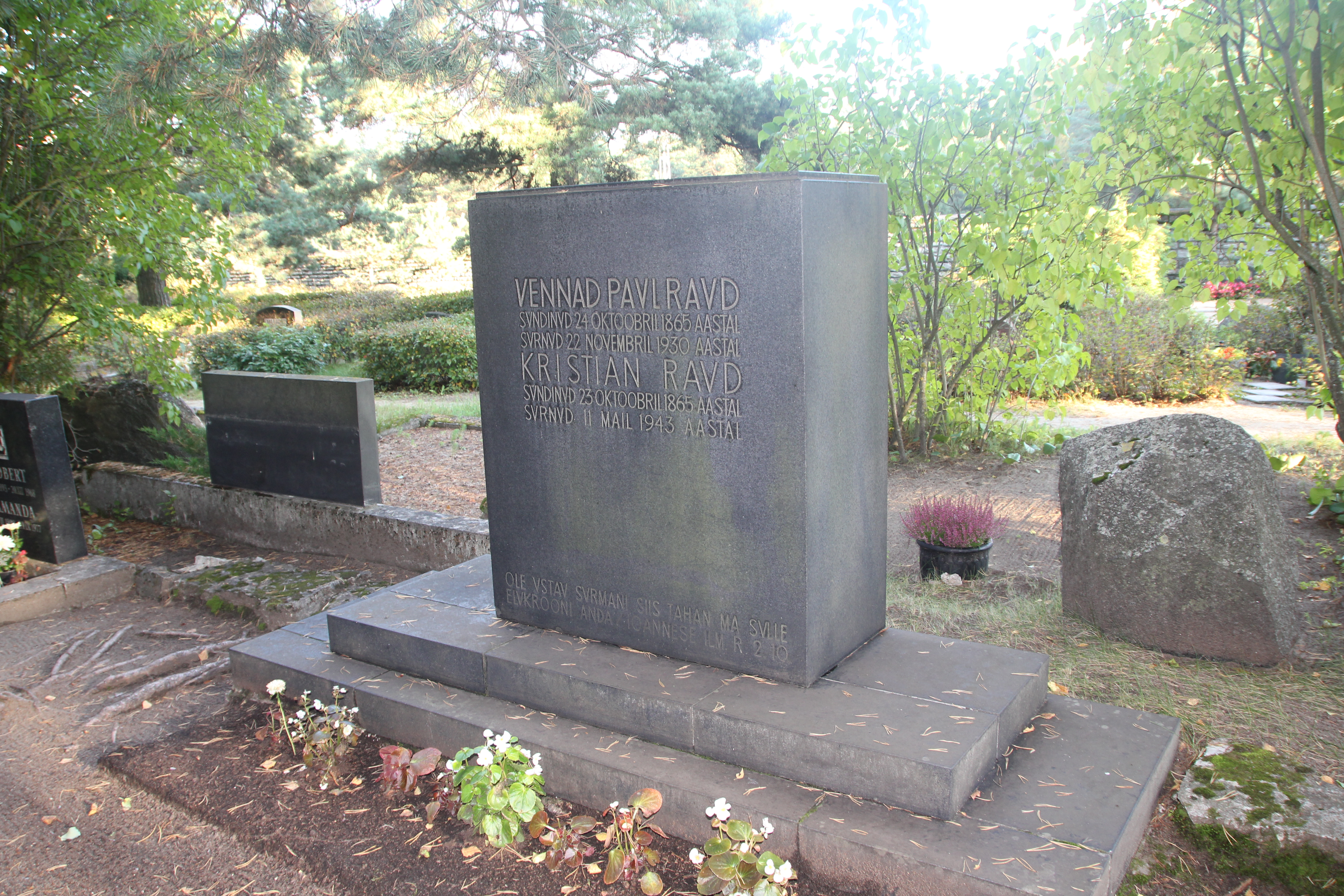
قبر کریستیان راود و پل راود.
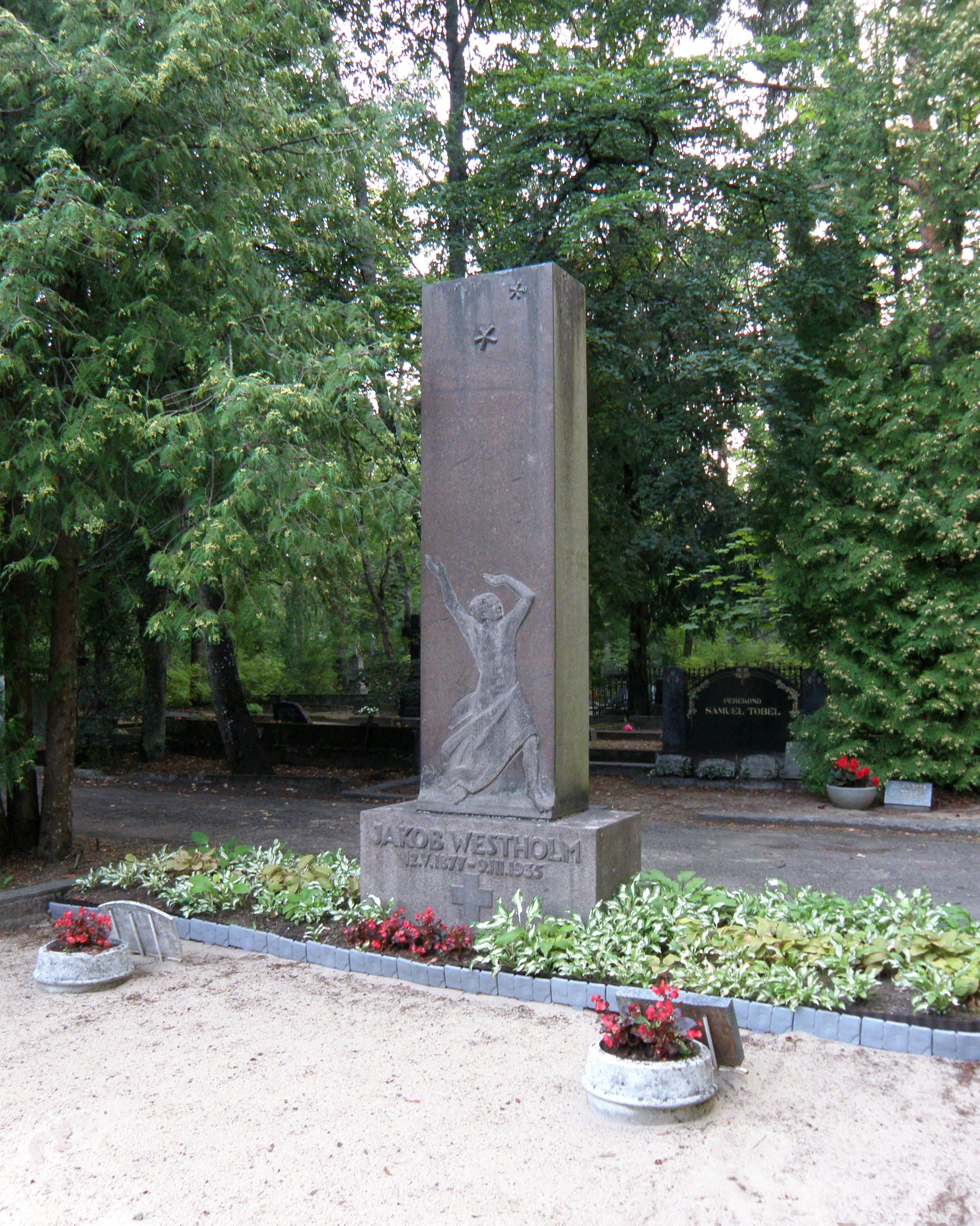
Grave of Jakob Westholm